# Tahitiaanse vrouwen op het strand
Tahitiaanse vrouwen op het strand (Frans: Femmes de Tahiti) is een schilderij van Paul Gauguin. Het beeldt twee vrouwen op het strand van het eiland Tahiti uit. 
Het schilderij in olieverf op linnen is 69 x 91 cm en is gemaakt in 1891. Het hangt in het Musée d'Orsay in Parijs.
De blauwe daken, Rouen (1884) · Het visioen na de preek (1888) · De zonnebloemenschilder (1888) · De groene Christus (1889) · De gele Christus (1889) · Parau Parau (Het gesprek) (1891) · Tahitiaanse vrouwen op het strand (1891) · Vahine no te tiare (Vrouw met een bloem) (1891) · Fatata te Mouà (Aan de voet van een berg) (1892) · Arii Matamoe (Het koninklijke einde) (1892) · Nafea faa ipoipo (Wanneer ga je trouwen?) (circa 1892) · Eu haere ia oe (Waar ga je heen?) (1893) · Het witte paard (1898)